# Micrófono abierto

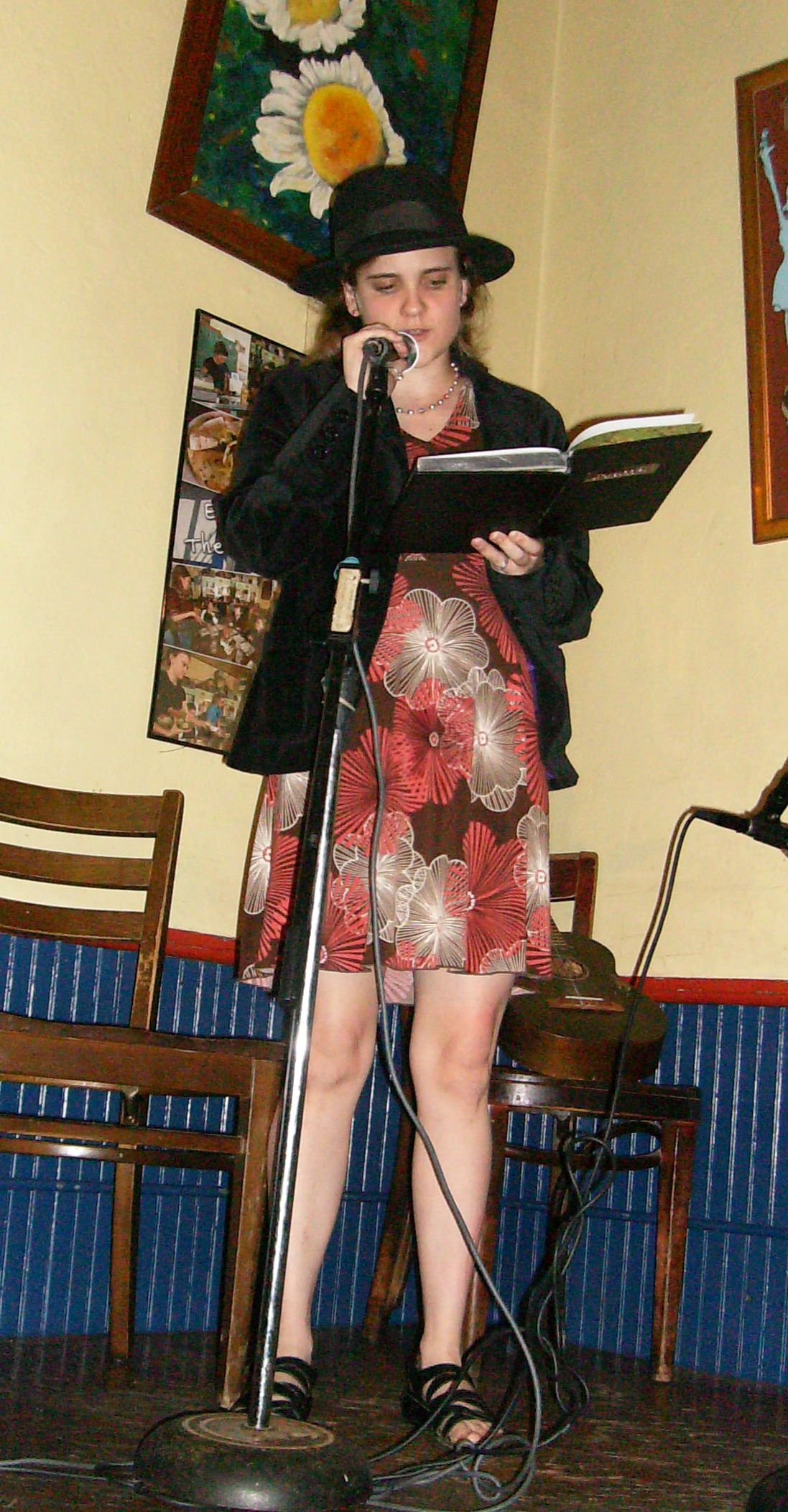
Una poeta lee su trabajo en el micrófono abierto Little Grill en Harrisonburg, Virginia.

Un micrófono abierto (en inglés más conocido como open mic, por la abreviatura de open microphone) es un espectáculo en vivo en una cafetería, club nocturno, club de comedia, club de estriptis, institución o pub en donde las personas de la audiencia que son aficionados o profesionales pueden actuar, a menudo por primera vez, o promocionar una actuación próxima, teniendo la oportunidad de actuar en el escenario. Por lo general, como su nombre lo indica, el intérprete cuenta con un micrófono que está conectado a un sistema de megafonía, para que la presentación sea lo suficientemente fuerte como para que la audiencia escuche correctamente. A menudo, los artistas se inscriben por adelantado para tener un horario con un anfitrión o maestro de ceremonias, generalmente un artista experimentado o el gerente o propietario del lugar. El maestro de ceremonias puede seleccionar candidatos potenciales para la idoneidad del lugar y dar a las personas un tiempo para actuar en el espectáculo. Estos eventos se centran en las artes escénicas como la poesía y la palabra hablada, la música (a menudo cantautores que se acompañan con una guitarra) y la comedia. Con menos frecuencia, pueden aparecer grupos pequeños, como un pequeño dúo/trío de bandas de rock o un dúo de comedia. Las actuaciones grupales son poco comunes, debido al espacio y la logística de cargar y comprobar el sonido de dicho grupo. En términos de clubes de estriptis, la noche de aficionados es un concurso para mujeres y hombres que compiten por un premio en efectivo al quitarse la ropa como los estríperes contratados. 
Las noches de micrófono abierto pueden no tener costo, o uno bajo, aunque el lugar puede tener un frasco de propinas, "pasar el sombrero" para donaciones o realizar un sorteo con varios premios. Los lugares sin cargo generan ingresos por la venta de bebidas alcohólicas y alimentos. Los artistas intérpretes o ejecutantes generalmente no son remunerados, aunque el lugar puede recompensar a los artistas con una bebida o comida. El anfitrión o MC, como profesional experimentado, generalmente recibe un pago por sus servicios y puede actuar en algún momento durante la noche, ya sea un juego completo o para completar cuando un participante no está disponible. Los eventos de micrófono abierto están relacionados con las sesiones improvisadas, ya que en ambos casos los artistas aficionados tienen la oportunidad de cantar o tocar instrumentos. La diferencia es que las sesiones improvisadas a menudo involucran conjuntos musicales, posiblemente incluso una banda del mismo recinto contratada o una sección de ritmo, y una sesión improvisada puede involucrar la participación de artistas profesionales, especialmente en un club de jazz de alta gama. 

## Poesía y palabra hablada
Los micrófonos abiertos de poesía y palabras habladas cuentan con un anfitrión, que normalmente es un poeta o artista de palabras habladas, más los poetas y artistas de palabras habladas y miembros de la audiencia. Un registro se realiza antes de que comience el programa, de modo que el anfitrión tenga una lista de nombres para llamar. Algunos artistas de palabras habladas usan seudónimos o nombres escénicos cuando actúan. Los micrófonos abiertos de poesía y palabra hablada van desde ambientes relajados y serenos hasta sesiones animadas donde los lectores y artistas compiten por los aplausos de la audiencia. Por lo general, se llevan a cabo en bibliotecas, cafeterías, librerías y bares. 
A menudo se le pide a cada poeta o artista de la palabra hablada que mantenga sus actuaciones en un intervalo de tiempo mínimo o específico, lo que le da a cada artista suficiente tiempo para compartir parte de su trabajo con la audiencia. El anfitrión o MC actúa como un "portero", determinando qué artistas son adecuados para el evento. Si un artista supera su límite de tiempo, el anfitrión diplomáticamente agradece al artista por su contribución y le pide que ceda el escenario para el próximo artista. 

## Comedia
Las noches de micrófono abierto de comedia stand-up se pueden celebrar en clubes de comedia establecidos, pero se llevan a cabo más comúnmente en otros lugares con o sin escenario, a menudo en la parte superior o trasera de un pub o bar, librerías, universidades, rock clubes y cafeterías. También se llevan a cabo en áreas poco comunes como clubes de estriptis y tiendas de cómics. Tales noches le dan a los comediantes más nuevos o emergentes la oportunidad de practicar y mejorar, con el objetivo de obtener un trabajo remunerado en el futuro. Los menores de edad deben hacer que sus padres asistan a clubes con ellos. Los comediantes más experimentados pueden usar los micrófonos abiertos como una oportunidad para desarrollar material más nuevo o un nuevo personaje, ya que la audiencia no paga antes de ver su actuación normal. 

### Formato
En una típica noche de micrófono abierto, los actos durarán entre tres a siete minutos en el escenario.
Las personas que participan por primera vez necesitan aproximadamente tres minutos de material para un espacio de cinco minutos.
Un micrófono abierto no debe durar más de noventa minutos o más de quince actos. Un micrófono abierto de comedia normalmente no excederá de 30 personas en una noche.

### La luz
Un comediante recibirá "la luz" (a menudo un teléfono móvil/celular) un minuto antes de que termine su serie, para terminar la broma que están haciendo. Aquellos que ignoran la luz pueden ser expulsados de ese micrófono.

### Tipos de comedia de micrófonos abiertos
Hay espectáculos reservados, micrófonos abiertos regulares y espectáculos "bringer". Un programa reservado generalmente se reserva con una semana de anticipación con algunos puestos en un sorteo seleccionados al sacar los nombres de los candidatos de un sombrero. Con un micrófono abierto normal, una persona pone su nombre en la lista y participa cuando el anfitrión lo llame. Con un espectáculo de "bringer", cada artista tiene que traer un cierto número de personas (amigos, familiares, etc.) para subir al escenario. Los programas de micrófono abierto pueden no tener costo, un costo reducido o un requisito mínimo de consumo de bebidas. Las noches de comedia con micrófono abierto están más extendidas en las grandes ciudades de habla inglesa con una escena de comedia stand-up bien establecida, especialmente en Londres y Nueva York. En estas ciudades, con una gran cantidad de comediantes aspirantes, el mayor desafío puede ser atraer audiencias.

## Música

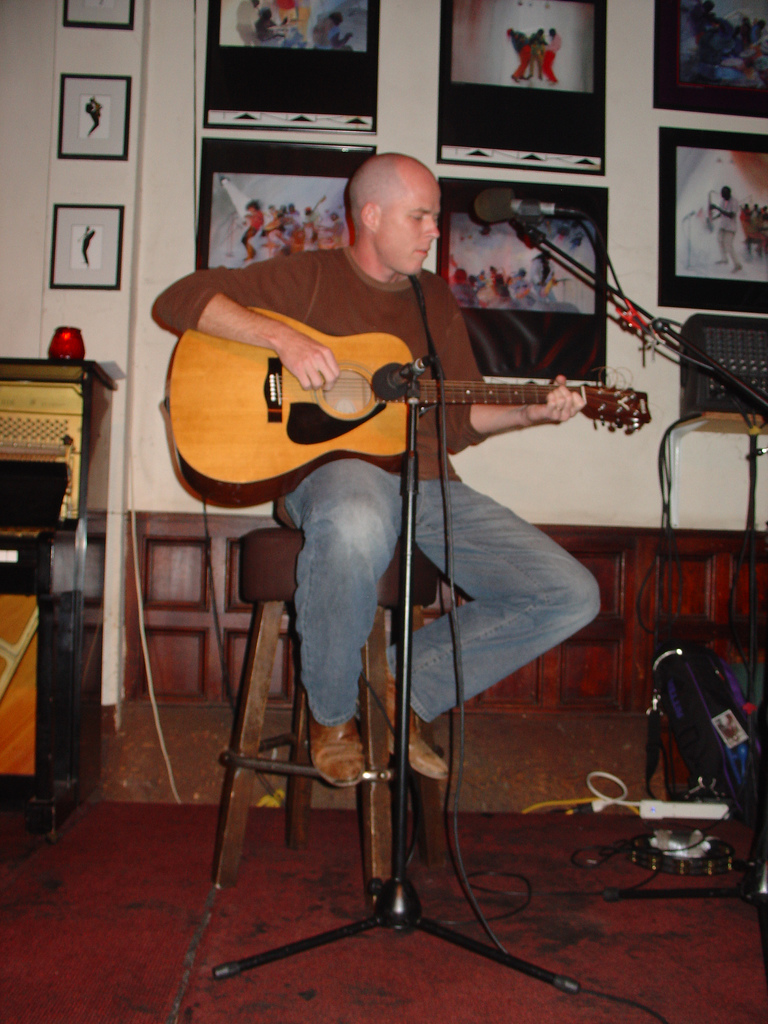
Un músico realiza un micrófono abierto en No Name Bar en Sausalito, California.

Estos espectáculos brindan una oportunidad para que los músicos emergentes obtengan experiencia tocando ante una audiencia en vivo sin tener que pasar por el proceso de obtener conciertos de música normales, lo cual es muy difícil de hacer sin experiencia o una grabación de demostración. Estos espacios proporcionan una plataforma para los cantautores. Antes de su popularidad, el único medio en general eran los clubes populares, que no siempre eran amigables con los creadores de música nueva, prefiriendo la música tradicional y conocida. Algunos organizadores han elegido el título "noche acústica" o "club acústico" en un intento de indicar un evento que se desarrolla ampliamente en las líneas de un club folclórico, pero con una gama mucho más amplia de estilos musicales.
Los eventos de micrófono abierto se llevan a cabo con mayor frecuencia a mediados de la semana o al terminar el fin de semana, cuando menos personas acuden a los lugares. Raramente ocurren en los espacios de viernes y sábados por la noche cuando los lugares están ocupados con personas que van de fiesta de fin de semana y cualquier actuación en vivo generalmente está reservada específicamente para artistas profesionales. La noche más común para un evento de micrófono abierto en el Reino Unido es el jueves, seguido del miércoles.
En el Reino Unido, el concurso de música de estilo de micrófono abierto más grande en curso es Open Mic UK, que atrae regularmente a 10 000 participantes de todos los géneros. El gran premio del concurso es de hasta £ 30 000 (libra esterlina). El tamaño del evento ha requerido que todos los participantes se inscriban de antemano en los espacios de actuación, en lugar de simplemente ir hacia el escenario.

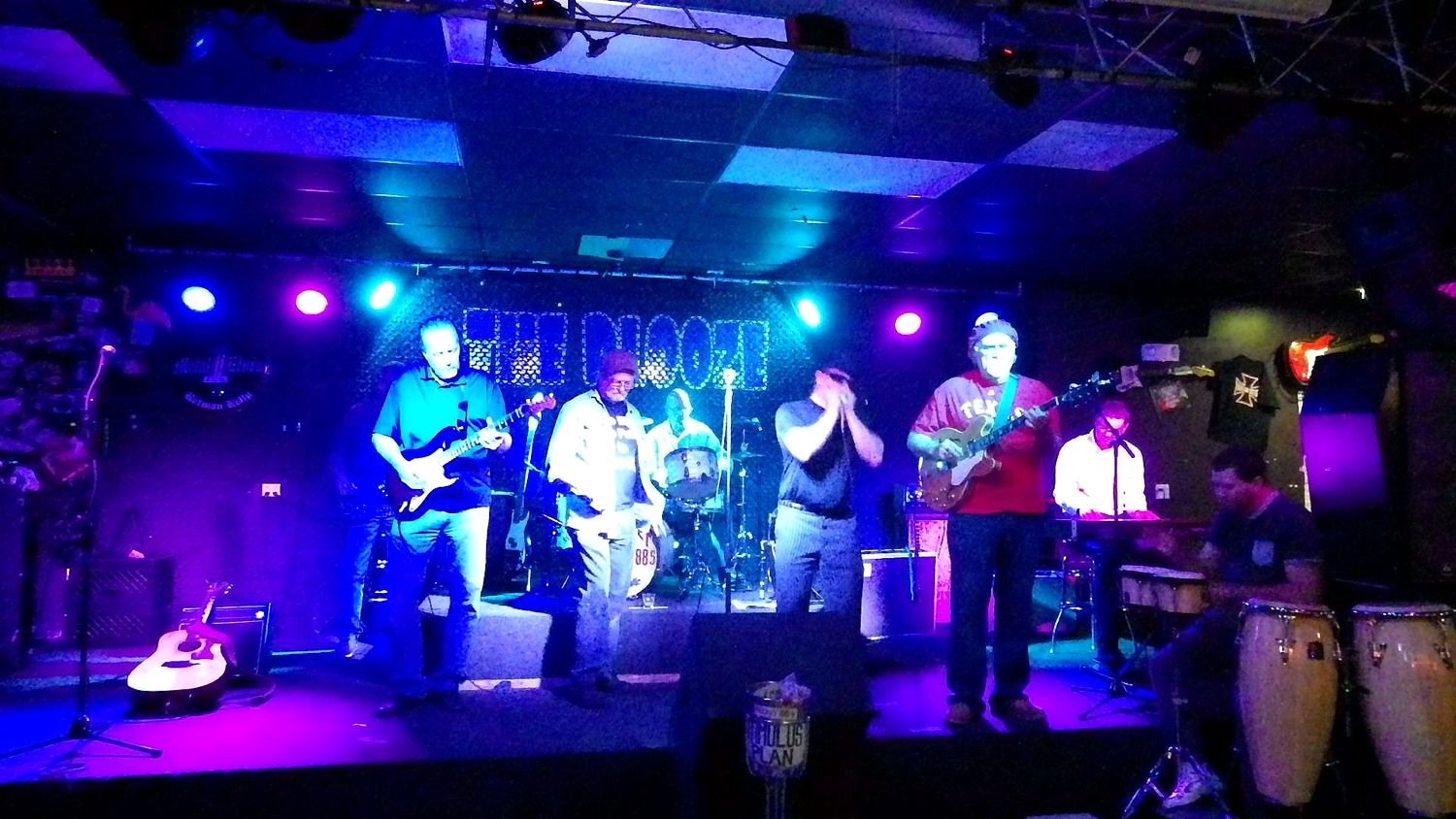
Micrófono abierto en "Blue Jam", 2015.

Un lugar popular de micrófono abierto en los Estados Unidos es la "Blues Night". En este formato, un bar o club dedicará una noche particular, generalmente a mediados de la semana, como "noche de blues de micrófono abierto". El establecimiento puede proporcionar una banda de la casa (equipo de música o banda contratada), típicamente guitarra, bajo y batería, a veces un teclado. Cantantes, guitarristas, intérpretes de armónica que deseen tocar deben inscribirse, generalmente, con el maestro de ceremonias o el anfitrión. Esta persona tiene la tarea de seleccionar a los artistas, elegir y ordenar, y hacer que los artistas entren y salgan del escenario de una manera ordenada. 
Dado que las canciones elegidas deben ser lo suficientemente simples como para que una banda de músicos que no hayan tocado juntos puedan tocarlas sin práctica, se utilizan estándares de blues. Las canciones pueden anunciarse como un "shuffle rápido de 12 compases en C" o "blues lento de 12 compases en F", o frases similares, que deberían ser familiares para todos los interesados. Cantantes principales, teclados, trompetas (generalmente saxofones) y varios instrumentos de percusión son adiciones comunes.

## Strip club
En la mayoría de los clubes de estriptis, la noche de aficionados es un concurso organizado por los mismos clubes donde las mujeres y los hombres compiten por dinero al desnudarse al igual que sus contrapartes estríperes.

## Variaciones de nicho más raras
Los términos "plataforma abierta" (donde plataforma se refiere al tipo de plato giratorio utilizado por un DJ) y "carrete abierto" (donde carrete se refiere a un carrete de película de 35 mm) se utilizan para más eventos de micrófono abierto de nicho donde los entusiastas aficionados pueden reunirse para exhibir y criticar sus habilidades y formas de arte. Una disminución en el costo de la tecnología de video para el consumidor, combinada con las poderosas capacidades de edición de las PC modernas, ha provocado un aumento en la popularidad de los DJ's y la filmación de aficionados, pero este tipo de eventos aún son poco comunes. 